# Un marido a precio fijo
Un marido a precio fijo es una película española de 1942, escrita y dirigida por Gonzalo Delgrás. El guion de esta comedia se fundamenta en la novela homónima de la escritora Luisa-María Linares. La película muestra un ejemplo del baile popular de la época El tipolino.
La novela ya había sido adaptada al teatro por Daniel España, protagonizada por Isabel Garcés y Fernando Rey.

## Trama
La protagonista, Estrella, es la ahijada del opulento rey del betún sintético. Con objeto de crear marketing Estrellita motiva el interés de la radio y los periódicos. La millonaria deja plantado a su novio en medio de una discusión, se trata de un cuarentón de aspecto aburrido, y le abandona para viajar por diversos países de Europa. En un hotel conoce a Eric con el que se casa en veinte días. Este le abandona y de regreso a casa le propone a un ladrón de trenes que suplante a su marido.

## Reparto
- Lina Yegros - Estrella
- Rafael Durán - Miguel
- Luis Villasiul - Don Nico
- Jorge Greiner - Julio Amaiz
- Lily Vicenti - Condesa
- Ana María Campoy - Fifí
- Juanita Mansó - Abuela